# بیتوآ
بیتوآ (به لاتین: Baitoa) یک منطقهٔ مسکونی در جمهوری دومینیکن است که در استان سانتیاگو، جمهوری دومینیکن واقع شده‌است. بیتوآ ۲۹٫۵۴ کیلومتر مربع مساحت و ۱۷٬۷۷۸ نفر جمعیت دارد و ۲۵۰ متر بالاتر از سطح دریا واقع شده‌است.